# Syndicat national des agents des douanes CGT
Le syndicat national des agents des douanes CGT (SNAD-CGT ou en abrégé La CGT douanes) est un syndicat français du personnel de la Direction générale des douanes et droits indirects, membre de la Fédération des Finances CGT.

## Historique
Issus des amicales de douaniers créées en 1902 (grâce à la loi sur les associations de 1901), le syndicat des agents du service actif et celui des services sédentaires sont fondés en 1919 . Ils adhèrent à la CGT en 1920.
Dans les années 1930, le syndicat du service actif compte plus de 15 000 adhérents et 1 600 pour le syndicat du service sédentaire.
Sous le régime de Vichy, le syndicat est dissous. Des militants rejoignent la Résistance. Certains membres éminents occuperont même des hautes responsabilités dans les mouvements de résistants.
En 1947, la majorité du conseil d'administration du syndicat des services sédentaires décident de partir pour le syndicat FO. Le syndicat des agents du service actif décide de rester à la CGT.
Le nombre d'adhérents dans les années 1950 est alors d'environ 13 000 douaniers du service actif principalement. En 1952, il recueillait 87,8 % des  voix chez les  13 900  agents  en  tenue.  En  1957,  le  syndicat confirme  son affiliation à la CGT à 76 %. En 1957-59, la CGT pesait 49 % des voix pour l’ensemble du personnel des bureaux et des brigades des Douanes.
Puis en raison de l'éclatement syndical avec l'apparition d'autres syndicats, le nombre de ses adhérents a décliné. Son poids électoral s'est également effrité au fil du temps.
Mais il reste encore actuellement le premier syndicat avec 26,58 % des voix aux élections en comité technique de réseau de la Direction générale des douanes et droits indirects. Il affirme compter plus de 2 100 membres en 2011.
Le SNAD CGT a tenu son 70e congrès du 4 au 8 octobre 2021 à Quiberon (Morbihan). 

### Journal
Le journal corporatif de l'Union générale du service actif des douanes, L'Action douanière, fut créé en 1906 et perdure encore aujourd'hui comme organe de presse du SNAD-CGT[réf. nécessaire]. Dans les années 1930, ce bimensuel était tiré à 30 000 exemplaires[source insuffisante].

## Personnalités liées au syndicat
- Fabien Albertin (1879-1950) - Douanier, homme politique français, avocat, directeur de rédaction du journal l'Action douanière dès 1908.
- Jean Cristofol (1901-1957)  - Douanier, syndicaliste CGT, homme politique français, député des Bouches du Rhône, maire de Marseille.
- Gaston Cusin (1903-1993) - Douanier, syndicaliste CGT, résistant, commissaire régional de la République à la Libération, haut fonctionnaire.
- Marcel Dufriche (1911-2001) - Douanier, syndicaliste CGT, résistant, maire de Montreuil de 1971 à 1984.